# Dolní Jedlová
Dolní Jedlová je vesnice rozkládající se podél silnice III. třídy č. 3641 vedoucí z obce Jedlové do Hamrů u Bystrého – místní části města Bystré. Vesnice je nedílnou součástí obce Jedlová, se kterou sdílí po staletí svou historii.
Na kopci nad Dolní Jedlovou byl v letech (1906–1909) postaven zděný kostel Nanebevzetí Panny Marie nahrazující původní dřevěnou kapličku zničenou požárem.

## Galerie

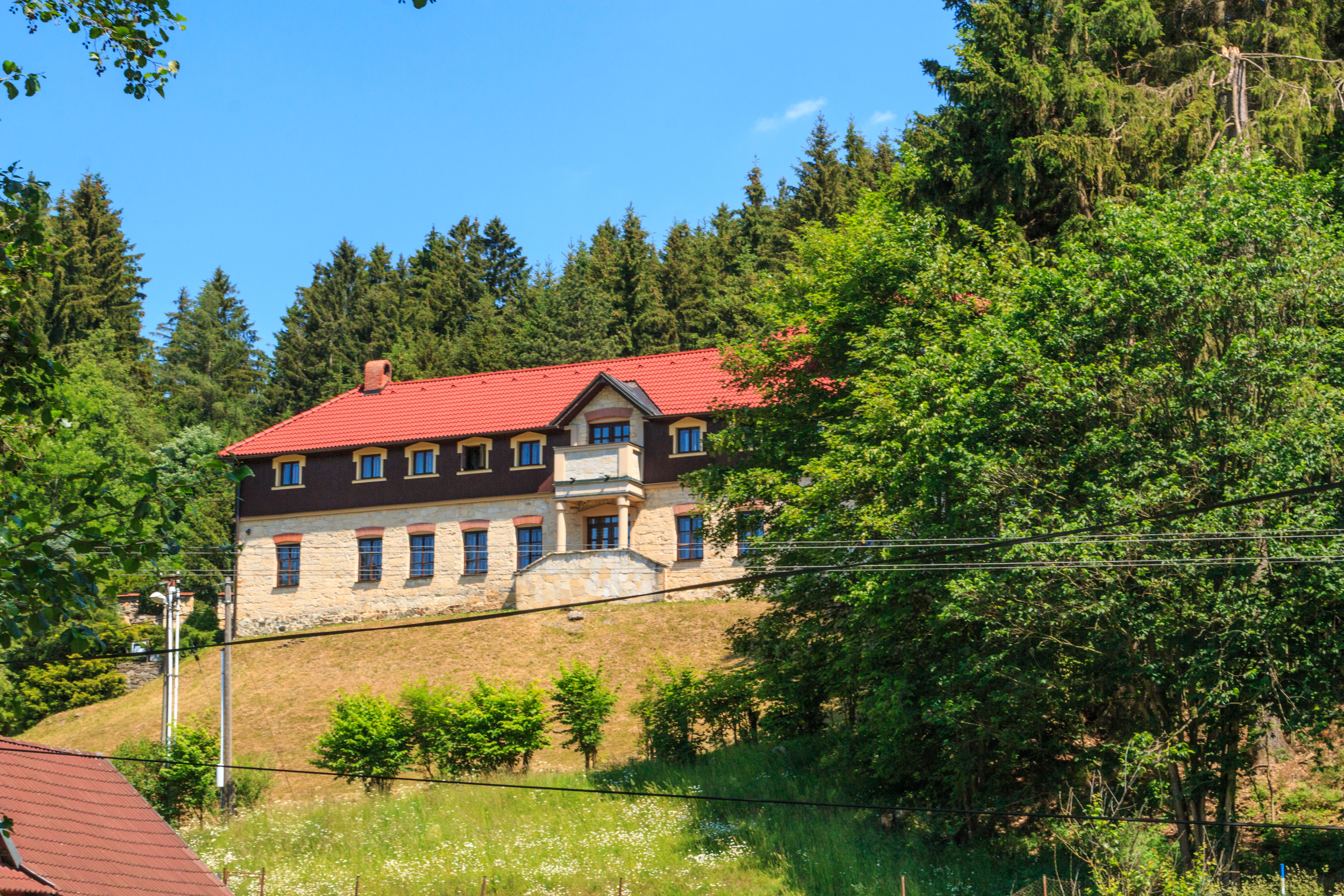
Dolní Jedlová – dům čp. 144
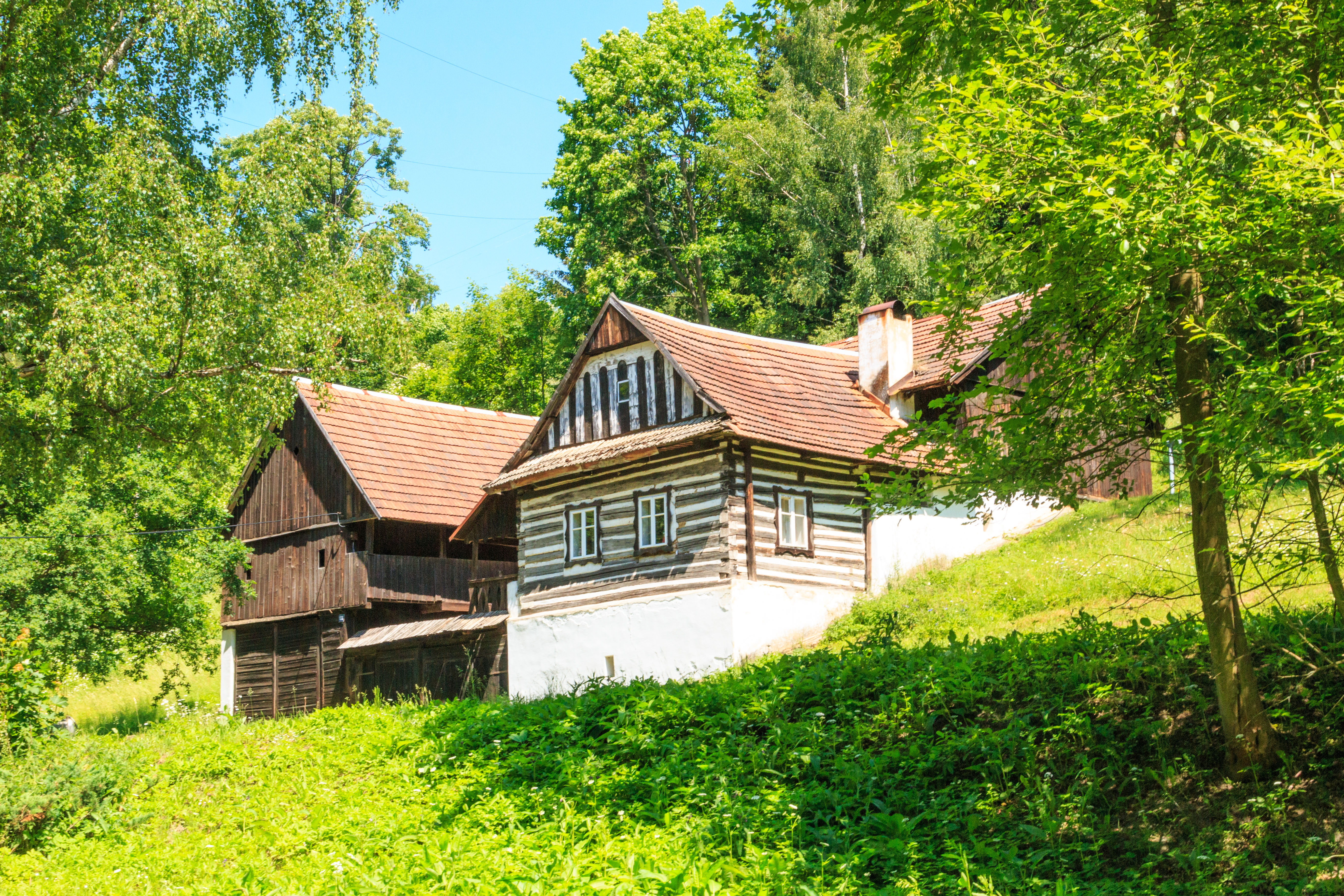
Dolní Jedlová – dům čp. 172
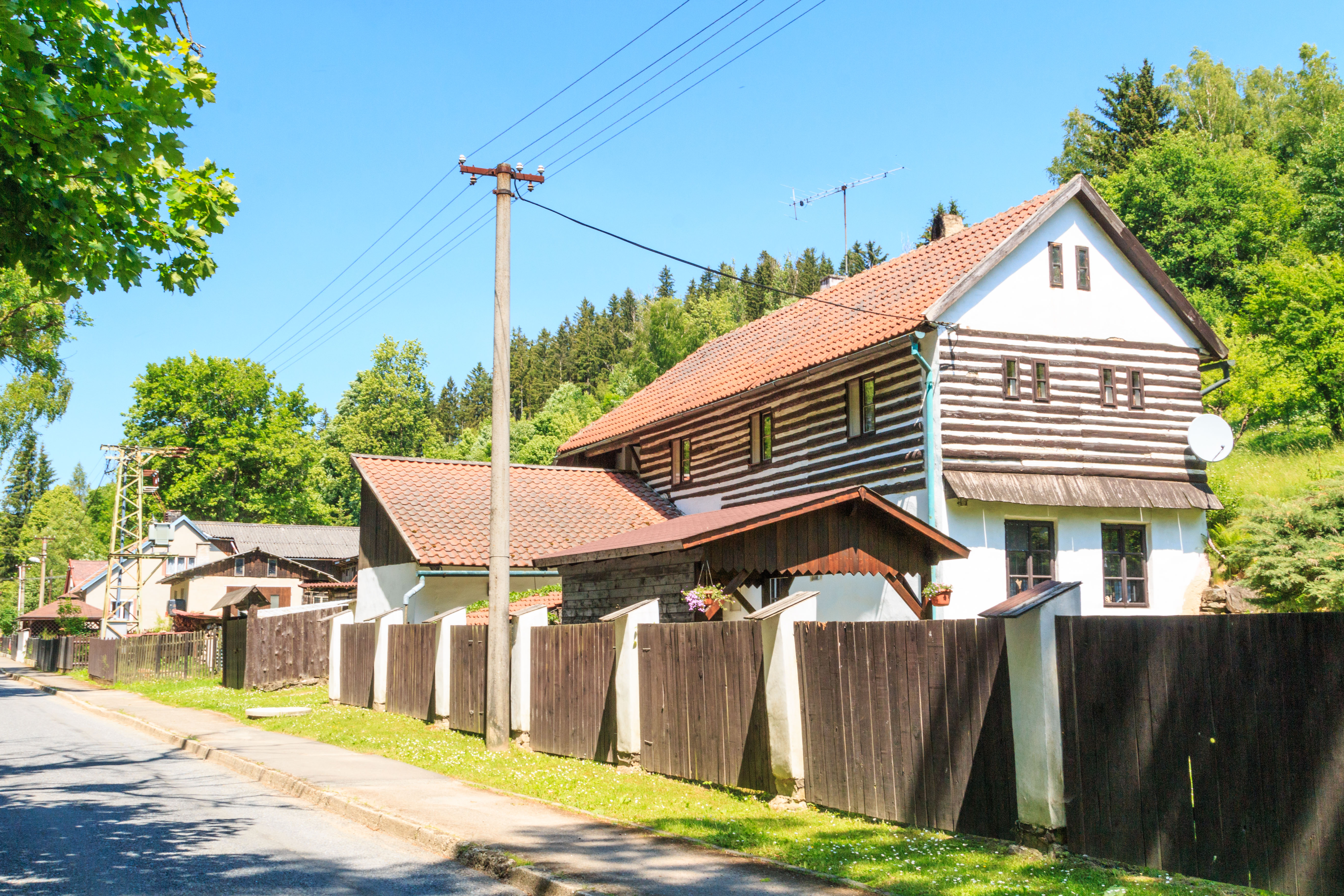
Dolní Jedlová – dům čp. 174
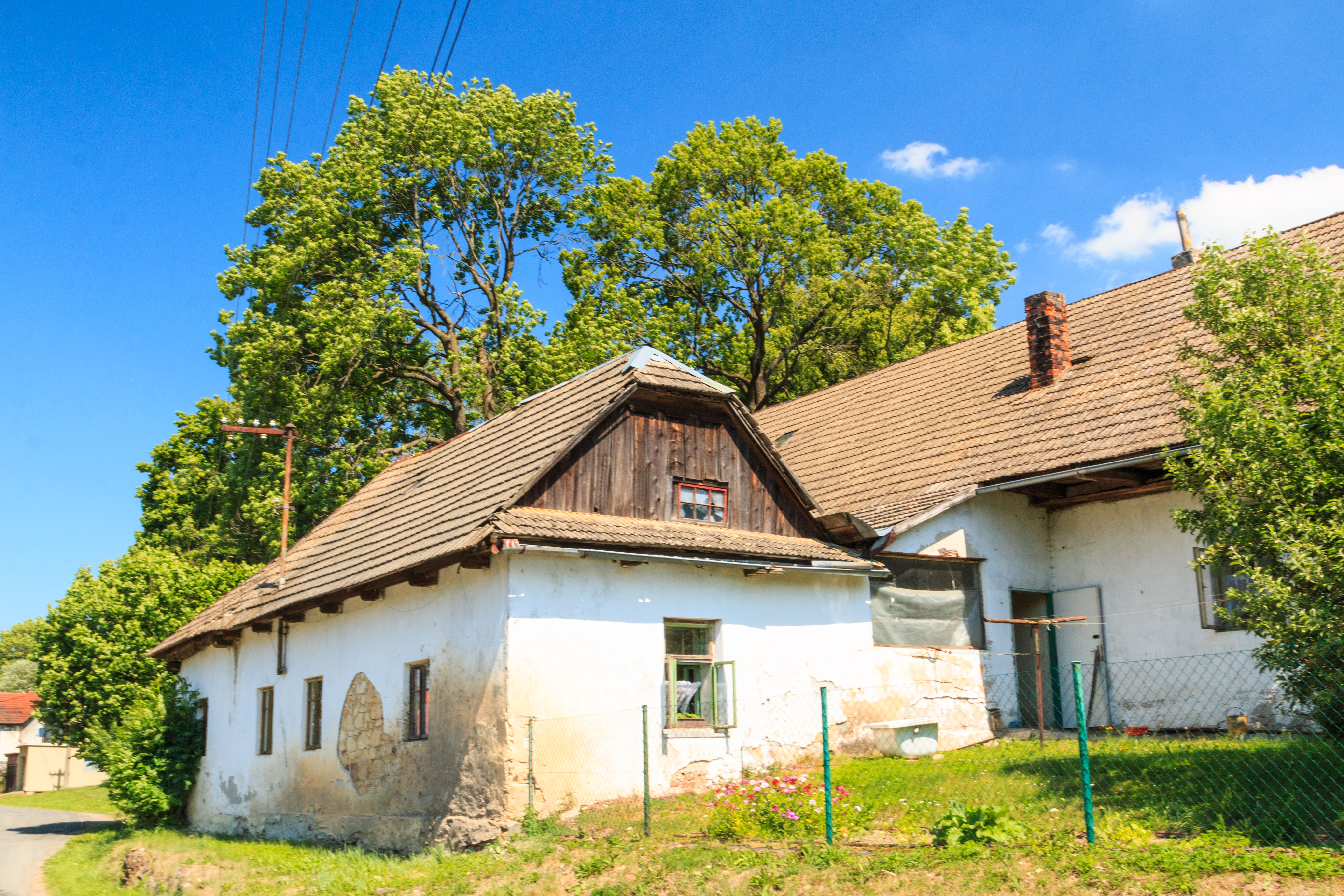
Dolní Jedlová – čp. 124